# Estação Hospital El Pino
A Estação Hospital El Pino das estações do Metrô de Santiago, situada em Santiago, ao lado da Estação Copa Lo Martínez. É uma das estações terminais da Linha 2.
Foi inaugurada em 27 de novembro de 2023. Localiza-se no cruzamento da Avenida Padre Hurtado com a Avenida Lo Blanco. Atende a comuna de El Bosque e San Bernardo.